# Nikolai Pawlowitsch Glebow-Awilow

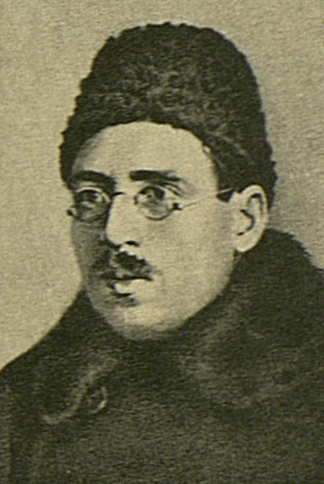
Nikolai Glebow-Awilow

Nikolai Pawlowitsch Glebow-Awilow (russisch Николай Павлович Глебов-Авилов, wiss. Transliteration Nikolaj Pavlovič Glebov-Avilov; * 11. Oktoberjul. / 23. Oktober 1887greg. in Kaluga; † 13. März 1937) war ein sowjetischer Politiker. Nach der Oktoberrevolution war er 1917 für kurze Zeit der erste Volkskommissar für Post und Telegrafen. 1918 wurde er Kommissar für die Schwarzmeerflotte. Während der Stalinschen Säuberungen wurde er 1937 hingerichtet. 1956 wurde er rehabilitiert.